# Довгалеве
Довгале́ве —  село в Україні, у Великосорочинській сільській громаді Миргородського району Полтавської області. Населення становить 0 осіб. Колишній орган місцевого самоврядування — Великобайрацька сільська рада.
Населення відсутнє щонайменше з 2003 року.

## Географія
Село Довгалеве знаходиться на відстані 1 км від села Великий Байрак.